# Erica Carlson
Erica Carlson (Trollhättan, 4 agosto 1981) è un'attrice svedese.
Ha recitato nel film a tematica omosessuale Fucking Åmål, dove interpretava "Jessica", la sorella maggiore di "Elin" (Alexandra Dahlström). A seguire ha fatto comparsate e piccoli ruoli in alcuni film minori, che non hanno avuto successo quanto Fucking Åmål .

## Filmografia
- Fucking Åmål - Il coraggio di amare (Fucking Åmål), regia di Lukas Moodysson (1998)
- 6 Points (2004)
- Camp Slaughter (2004)
- Tjenare kungen (2005)
- Humorlabbet (solo nel 1º episodio) (2006)
- Just nu - Serie TV (2006)